# Sergueï Kirov
Pour les articles homonymes, voir Kirov.
Sergueï Mironovitch Kostrikov (en russe : Сергей Миронович Костриков), dit Kirov, né le 15 mars 1886 (27 mars dans le calendrier grégorien) à Ourjoum et mort assassiné le 1er décembre 1934 à Léningrad, est un révolutionnaire bolchevik et homme politique soviétique. Son assassinat marque le début des procès de Moscou suivi des Grandes Purges de la période stalinienne en URSS. De la tentative d'assassinat de Vladimir Lénine en 1918 à la chute de l'URSS en 1991, Sergueï Kirov est le seul dirigeant soviétique à avoir été victime d'un attentat.
Ce meurtre sert de prétexte à l'arrestation et l'exécution de plusieurs hauts dirigeants accusés d'avoir collaboré à la conspiration. La thèse de Robert Conquest faisant démarrer la Grande Terreur à cet assassinat est cependant aujourd'hui contestée par une majorité des historiens.

## Origines
Sergueï Kostrikov est né en 1886 à Ourjoum, dans une famille modeste de l’empire russe : son père Myron Ivanovitch Kostrikov et sa mère Ekaterina Kouzminitchina sont domestiques dans une famille aisée de la ville. Il connut à peine son père : « le sens de la vie se réduisait pour lui à une existence repue et insouciante. Il tentait d'imiter ses maîtres, noceurs et fêtards, dilapidait dans la boisson tout son salaire » et il s'enfuit quatre ans après la naissance de Sergueï, le laissant à sa mère. Sergueï a deux sœurs : l'aînée Anna (1883-1966) et la benjamine Elizaveta (1889-1968). Il est orphelin quand il a 7 ans : son père et sa mère meurent la même année, en 1893. C'est sa grand-mère paternelle, ancienne domestique également, qui devient le chef de famille. La vieille dame garde auprès d'elle les deux jeunes filles, Sergueï étant envoyé en internat. Il y reste 8 ans et il est un excellent élève, d'une conduite irréprochable. Ces qualités lui permettent d'obtenir une bourse et d'intégrer l'Institut inférieur de mécanique et technique de Kazan. Il en sort dans les 10 premiers à 18 ans. Ce très bon classement lui permet d'intégrer une école d'ingénieurs à Tomsk. C'est durant ces études qu'il s'intéresse à la politique, au marxisme et à la social-démocratie : il adhère au Parti ouvrier social-démocrate de Russie (POSDR) à Tomsk à la fin 1904.

## Début de carrière au sein du Parti (1904-1917)
Il prend une part active à la révolution de 1905 à Tomsk avec les ouvriers des chemins de fer, est arrêté le 2 février 1905, puis relâché au bout de trois mois. À cette occasion, sa date de naissance est reportée en 1888, pour bénéficier du traitement plus léger accordé aux personnes mineures. Il rejoint la fraction bolchevique du POSDR peu de temps après sa sortie de prison. En 1906, il est à nouveau arrêté et, cette fois, emprisonné pendant plus de trois ans pour avoir publié des écrits interdits. Cette fois, il est obligé de changer de région et de nom : il passe de Tomsk à Vladikavkaz, une ville isolée au cœur des montagnes du Caucase, et devient Mrinov (du prénom de son père). Grâce à ses amis révolutionnaires, il obtient une place dans un journal local (le Terek du nom du fleuve de la région) comme critique littéraire ; sa collaboration avec ce journal bourgeois, interdite par le parti, laissera une tache dans son cursus révolutionnaire. De 1909 à 1917, il y publie plus de 1 500 articles. Quand c'est pour parler de politique, il prend divers pseudonymes, parmi eux « S. Kirov » le 26 avril 1912. Ces articles lui valent à nouveau quelques mois de prison en août 1911. En avril 1912, il se marie avec Maria Lvovna Markous (1885-1945) âgée de 26 ans, mais là encore il le fait sous un faux nom, Dimitri Kornev ; en bon bolchévique, il fait passer le parti avant sa femme.

## L'ascension durant la guerre civile

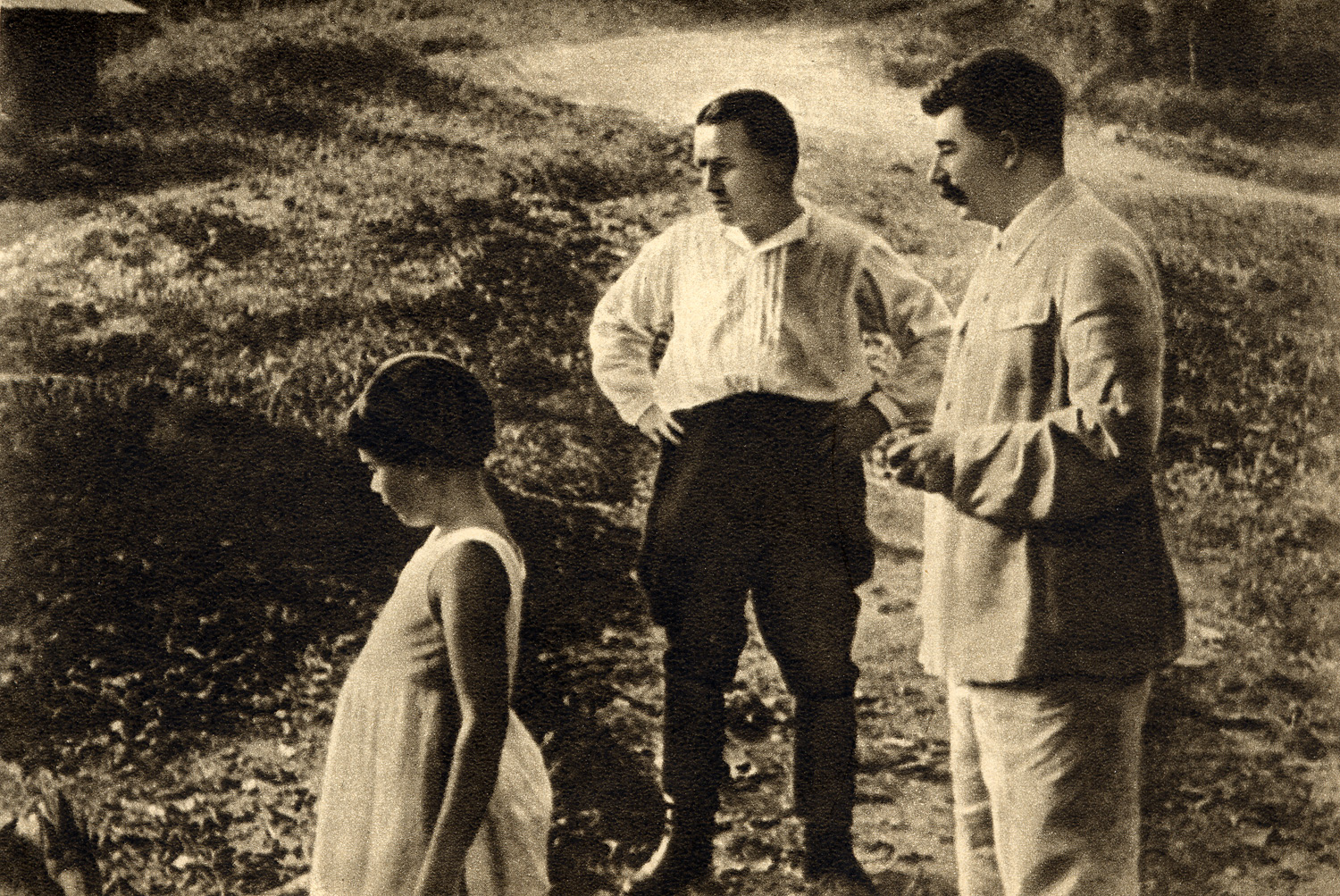
Kirov avec Staline en 1934.

En 1917, Kirov est un militant de base, pas un chef du parti. Il participe aux révolutions de 1917 dans l'anonymat, et aide à instaurer le pouvoir bolchévique dans le Terek. En octobre 1917, il est simple représentant du parti de Vladikavkaz au IIe Congrès panrusse des soviets. C'est durant la guerre civile russe que Kirov se distingue : il est souvent à Moscou pour y chercher des armes et de l'argent. Il tient l'intendance et les courriers. Il rencontre alors Joseph Staline et Iakov Sverdlov. En janvier 1919, il est envoyé à Astrakhan pour y organiser la défense. En février, il est nommé chef du Comité militaire révolutionnaire provisoire d'Astrakhan. Il y brille au sein de la XIe armée en compagnie d'Ordjonikidze et Raskolnikov. Il critique la décision de Trotski (chef de l'Armée rouge) en novembre 1919 de nommer Vassilienko plutôt que Boutiaguine à la tête de la XIe armée. Durant cette période, Kirov fait la liaison entre Astrakhan et Moscou, mais aussi entre Astrakhan et Vladikavkaz. En même temps, il se rend responsable du plus grand carnage de prolétaires avant celui qui suivra la révolte de Kronstadt en 1921. En mars 1919, après une révolte ouvrière contre le pouvoir du parti bolchevik, des milliers des personnes furent exécutées par la Tchéka, sous les ordres de Kirov à Astrakhan : de 2 000 à plus de 4 000 grévistes tués. Une partie des victimes fut jetée dans les eaux de la Volga avec une grosse pierre autour du cou.
En février 1920, Kirov est nommé vice-président du « Bureau pour le rétablissement du pouvoir soviétique dans le Caucase du Nord ». Le 30 mars, il participe à la libération de Vladikavkaz. Il rencontre Lénine et est nommé plénipotentiaire de la RSFSR de Géorgie. Enfin, il participe même aux négociations de paix avec la Pologne. Kirov appartient désormais à la haute société bolchévique. À l'été 1921, après avoir mené avec Sergo Ordjonikidze la conquête de la Géorgie, il est envoyé à Bakou en Azerbaïdjan pour relancer la production pétrolière et calmer les tensions entre nationalités. En 1921, il devient le chef du parti communiste en Azerbaïdjan. Membre du præsidium du bureau caucasien du Comité central, secrétaire du Parti communiste azerbaïdjanais, il fait de Bakou son fief.
Son ascension est alors fulgurante : élu candidat au Comité central au Xe Congrès en 1921, il en est membre dès 1923. Élément éminent de son équipe, Kirov soutient Staline avec beaucoup de loyauté en prenant une part active à la lutte contre les oppositions. En 1925, en vacances, il fait la connaissance de Staline, qu’il avait déjà rencontré en 1917 ; il devient alors rapidement intime de la famille du  Vojd. En 1926, Staline le met à la tête de la puissante organisation de Léningrad pour qu'il l'épure des éléments oppositionnels, ce qu'il fait avec constance et efficacité.

## Une popularité croissante au sein du Comité central
Pour un article plus général, voir Histoire de l'URSS sous Staline.
Suppléant du Politburo du parti communiste depuis le 19 décembre 1927, Kirov y est intégré comme membre titulaire en juillet 1930. Son amitié avec Staline est alors très forte, fraternelle, même si ce dernier n'a pas totale confiance en lui. Deux ans plus tard, il semble d'ailleurs qu'il prenne la tête, au sein du Politburo, d'une opposition qui, mécontente de la mainmise de l'appareil policier sur celui du parti, envisage d'évincer Staline de son poste de secrétaire général.
Quoi qu'il en soit, les qualités de Kirov, comme sans doute ses options stratégiques au sein de l'appareil dirigeant, le rendent très populaire au sein du parti communiste. En 1934, il est élu au XVIIe congrès du Parti communiste, — dit « Congrès des vainqueurs » —, au poste de secrétaire du Comité central. Il ne reçoit alors que trois votes négatifs contre lui, à l'inverse de Staline qui en recueille 267 (ou 292 selon l'article Leonid Nikolajev), nombre le plus élevé de tous les candidats. Au cours de ce congrès, les débats révèlent des désaccords entre tenants d'une ligne « superindustrialiste », dont Staline et Molotov, et partisans d'une politique plus équilibrée et réaliste, comme Grigory Ordjonikidze et Kirov. Lors de ce congrès, une dizaine de délégués « assez en vue pour cette époque » demandent à Kirov de se porter candidat au poste de secrétaire général du parti, ce que celui-ci refuse. Cette réunion de fraction, ayant été visible, amène Staline à se poser des questions : « Pourquoi avaient-ils choisi Kirov contre lui ? Quel motif les avait poussés à ce choix ? L'ami fidèle jouait-il un double jeu ? ».
À la suite de l'élection de Kirov, Staline exige de celui-ci qu'il vienne s'installer à Moscou ; soutenu par Ordjonikidze, Kirov refuse et Staline, « furieux de ce petit défi à son autorité », quitte la réunion en claquant la porte. « Si Kirov est le seul membre du Bureau politique à oser prendre la parole devant les ouvriers dans une usine […], cette audace ne suffit pas à faire de [lui] un prétendant au trône ».

## Assassinat

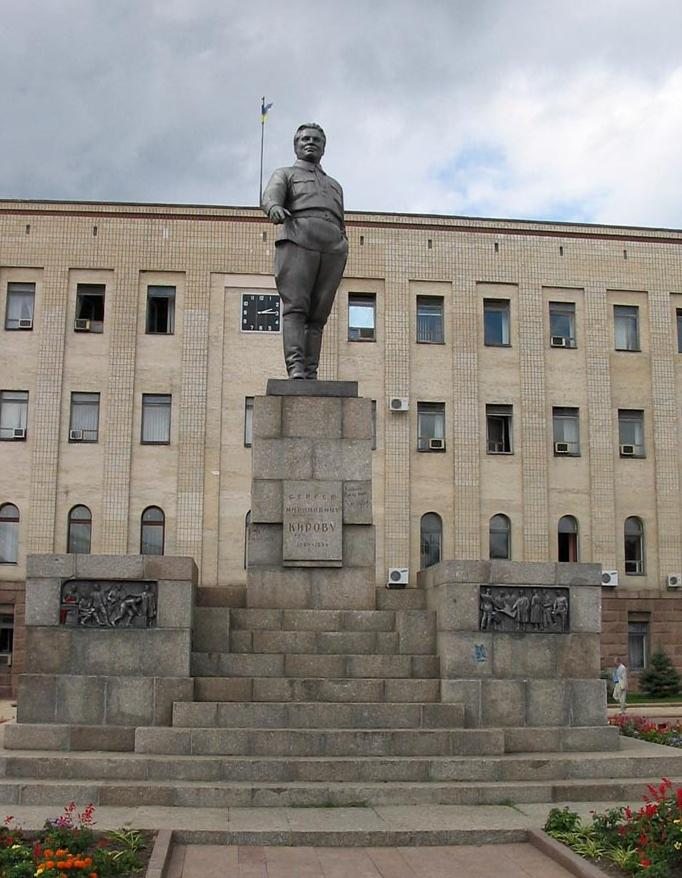
Le monument à S. Kirov à Kirovograd (Ukraine).

Au mois de septembre 1934, Staline envoie les membres du Politburo surveiller les récoltes. Kirov est envoyé au Kazakhstan, où se déroule une étrange tentative ou simulacre d'attentat à son encontre. La garde personnelle de Kirov est « renforcée » de quatre gardes supplémentaires. Durant l'automne 1934, Nikita Khrouchtchev assiste choqué à un échange véhément entre Staline et Kirov. Au mois de novembre 1934, les choses semblent s'arranger. Le 25 novembre 1934, Kirov assiste au plénum à Moscou et le 28, Staline le raccompagne jusqu'à son train.
Le 1er décembre 1934, au soir, Kirov doit exposer aux dirigeants du Parti de Léningrad les conclusions du plénum au palais de Tauride, l'événement est annoncé dans la presse locale. Aux alentours de 16 h, Kirov se rend à son bureau, basé à l'Institut Smolny. Vers 16 heures 30, un jeune membre récemment exclu du Parti communiste nommé Leonid Vassilievitch Nikolaïev assassine Kirov — laissé seul un instant par son garde du corps, Mikhaïl Borissov — d'une balle dans la nuque à l'Institut Smolny.
Informé dès 18 heures, Staline annonce aussitôt à ses interlocuteurs — sans la moindre enquête — que les « partisans de Grigori Zinoviev avaient déclenché une campagne de terreur contre le Parti ». Le soir même, il signe un décret d'exception qui recevra le nom de « loi du 1er décembre » (entériné seulement le 3 décembre par le Bureau politique) qui accélère l'instruction des procès et modifie drastiquement les règles des procédures judiciaires. Selon Oleg Khlevniouk, « Les normes de la loi du 1er décembre étaient l'instrument idéal pour organiser la terreur de masse et c'est pourquoi elles furent largement utilisées en 1937-1938 ».
Il n'y eut aucune expertise médico-légale de l'assassinat. Dans une enquête surréaliste et menée à charge, la police découvre que, contre toute vraisemblance, Milda Draule, la femme de l'assassin, aurait entretenu une liaison adultérine avec Kirov,,. Dans ses Mémoires, Missions Spéciales, parus en 1994, l'agent du Guépéou puis du NKVD Pavel Soudoplatov confirma la thèse de l'assassinat de Kirov par un mari jaloux. Mais le Parti, pour ne pas entacher la réputation de Kirov, émérite bolchevik et haut cadre du Parti, cacha la vérité. Convoqué par Staline, le garde du corps de Kirov, Borissov, trouve la mort dans un étrange accident de camion le lendemain du meurtre.
Le 22 décembre, Staline déclare par voie de presse que Nikolaïev participait à une conspiration beaucoup plus large dirigée par Grigori Zinoviev contre le gouvernement soviétique. Au cours du seul mois de décembre 1934, 6 501 personnes furent victimes de la « loi du 1er décembre ».
Ce meurtre sert en 1936 de prétexte à l'arrestation et l'exécution de plusieurs hauts dirigeants accusés d'avoir collaboré à la conspiration, tels que Lev Kamenev, Grigori Zinoviev et un nombre très important de « vieux bolchéviques », régulièrement liquidés jusqu'à la fin des années 1930. La thèse de Robert Conquest faisant démarrer la Grande Terreur à cet assassinat est cependant aujourd'hui contestée par une majorité des historiens.
Walter Krivitsky et A. Korlov, deux agents des services secrets soviétiques passés à l'ouest, puis Nikita Khrouchtchev, dans son « rapport secret » au XXe Congrès du Parti communiste de l'Union soviétique, ont donné du crédit à l'idée selon laquelle Staline lui-même aurait commandité le meurtre de Kirov, un dangereux rival. Cette thèse a ensuite été reprise par un grand nombre d'historiens, dont Robert Conquest, pour qui le meurtre de Kirov est « le crime du siècle », et Roy Medvedev.
Selon Alla Kirilina (ancienne responsable du musée Kirov et biographe de Kirov), la preuve est faite que ce n'est pas Staline qui avait orchestré l'assassinat de Kirov. Dans la nouvelle réédition (1995) de son livre La Grande Terreur, Conquest constate que Kirilina n'apporte pas le moindre élément nouveau et se contente de déduire l'innocence de Staline du fait de l'absence de preuve matérielle. L'historienne et archiviste russe soutient quant à elle que l'assassinat de Kirov relève d'un acte terroriste individuel que Staline a ensuite exploité pour se débarrasser de certains anciens bolcheviks. Simon Sebag Montefiore dans son ouvrage Staline, la cour du Tsar rouge, ne prend pas position et se contente de souligner un ensemble de faits troublants et les invraisemblances de l'affaire. Principal opposant à Staline, Léon Trotsky rejette la version « de l'assassinat prémédité par Staline d'un Kirov opposant ». Pour Jean-Jacques Marie, il n'existe aucune preuve de la responsabilité de Staline dans le meurtre de Kirov, mais « jamais crime, en tout cas, n'a été à ce point utilisé par celui que la rumeur accuse » Pour l'historien Dominico Losurdo, en revanche, les inspirateurs de l'assassinat sont bien à rechercher du côté de l'opposition de gauche.

## Vie privée et personnalité
Kirov passait pour l’un des plus froids des bolchéviques, disant qu’« un bolchevik devrait préférer son travail à sa femme ». Il n’avait pas vu ses sœurs depuis vingt ans lorsqu’il fut assassiné, et ce n’est qu’en lisant les journaux qu’elles découvrirent que le mort, le célèbre Kirov, était leur frère. Il était pourtant un joyeux drille, jovial et d'un abord facile, qui adorait les sorties en plein air avec son ami Sergo Ordjonikidze. Simon Sebag Montefiore le décrit comme « [d]e petite taille et beau, bien que grêlé, avec ses yeux marron très enfoncés et légèrement bridés, ses pommettes saillantes et ses cheveux bruns », plaisant à tous . Il était très proche de Staline dès la fin des années 1920, se faisant accueillir par lui en personne à la descente du train lors de ses vacances à Sotchi, et passant beaucoup de temps ensemble, nageant et échangeant des blagues graveleuses. Pourtant, Staline n’avait pas totalement confiance en lui ; il fit publier une critique sur son compte dans la Pravda en 1929. Outre Sergo Ordjonikidze, Kirov était également très proche de Mikoïan et Kouïbychev, ce que Staline vit sans doute comme un noyau potentiel d’opposition à sa personne. Kirov fut de ceux qui aidèrent le plus Staline après la mort de sa femme, et était tellement souvent chez lui qu’il savait où trouver draps et oreillers pour le sofa sur lequel il dormait.

## Musée
Un musée Kirov se trouve à Saint-Pétersbourg. D'abord installé dans l'hôtel particulier de la Kschessinska, il est situé aujourd'hui, non loin de là, au 28 de la perspective Kammennoostrovsky, dans l'ancien appartement de S. Kirov. Le musée retrace la carrière et la vie de Serguei Kirov, en particulier son goût pour la chasse, divers documents de l'homme fort de Léningrad (des souvenirs de Bakou, et l'uniforme que portait Kirov le jour de son assassinat y sont exposés).

## Hommages
- Îles Sergueï Kirov
- Kirov (ville)
- Kirov (croiseur)
- Classe Kirov

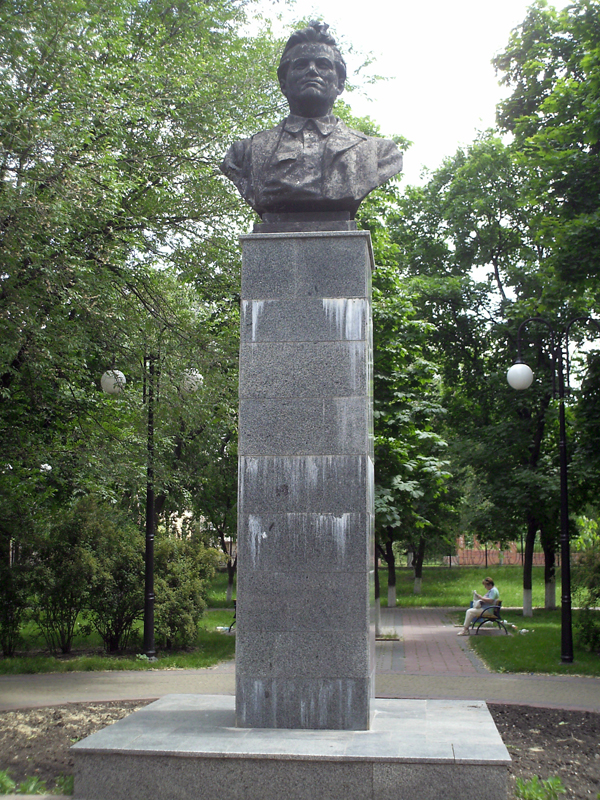
Son buste de la Place Feuerbach classée à Kharkiv.

- Théâtre Kirov de 1935 à 1992 (actuellement Théâtre Mariinsky)